# نوزیفانس
نوزیفانس (به یونانی: Ναυσιφάνης)، اهل شهر تئوس، پیرو فلسفهٔ دموکریت (اتم‌گرایی) و یکی از شاگردان پیرهون بود. او شاگردان زیادی داشت، و مخصوصاً به عنوان یک خطیب مشهور بود. اپیکور زمانی یکی از مستمعین او بود، اما از او ناراضی بود، و ظاهراً در نوشته‌هایش به او اهانت کرده است.
نوزیفانس هم‌چنین استدلال کرد که مطالعهٔ فلسفهٔ طبیعت (فیزیک) بهترین پایه برای مطالعهٔ بلاغت یا سیاست است.